# Национальная федерация футбола Гватемалы
Национа́льная федера́ция футбо́ла Гватема́лы (ФедефутГвате) (исп. Federación Nacional de Fútbol de Guatemala (FedefutGuate)) — организация, осуществляющая контроль и управление футболом в Гватемале. Располагается в столице государства — Гватемале. ФедефутГвате основана в 1919 году, вступила в ФИФА в 1946 году, а в КОНКАКАФ — в 1961 году, сразу после создания организации. В 1991 году стала одним из членов-основателей УНКАФ. Федерация организует деятельность и управляет национальными сборными по футболу (мужской, женской, молодёжными). Под эгидой федерации проводятся мужской и женский чемпионаты Гватемалы, а также многие другие соревнования.